# Cattedrale dei Dodici Apostoli
La cattedrale dei Dodici Apostoli è la cattedrale dell'arcidiocesi di Abuja, capitale della Nigeria.